# Vibes
Vibes (conocida en habla hispana como El Secreto de la Pirámide de Oro) es una comedia estadounidense de 1988, escrita por Deborah Blum y Lowell Ganz, dirigida por Ken Kwapis, y protagonizada por Cyndi Lauper y Jeff Goldblum, con las participaciones antagónicas de Julian Sands y Peter Falk.  
El título original de la película es "Vibes", que en inglés significa "Vibraciones". Narra la historia de Sylvia Pickel (Cyndi Lauper) y Nick Deezy (Jeff Goldblum), dos psíquicos que son contratados por Harry Buscafusco (Peter Falk), para encontrar a su hijo perdido en los Andes ecuatorianos muchos años atrás. Una vez embarcados en la aventura, los dos descubren cuáles son realmente los planes de quienes los habían contratado: encontrar un templo escondido en las montañas, de donde proviene toda la energía psíquica del mundo. Pero el plan de Buscafusco no saldrá como esperaba. 

## Argumento
Sylvia Pickel es una psíquica que hace contacto con un sarcástico espíritu guía llamado Louise. Comienza a comunicarse con Louise después de recibir un golpe en la cabeza cuando era niña. Conoce a su amigo Nick Deezy, otro psíquico, capaz de determinar el historial de los objetos con solo tocarlos. Sylvia siempre ha tenido mala suerte con los hombres, y su excesivo coqueteo aleja a Nick.
Una noche, Sylvia regresa a su apartamento y encuentra a Harry Buscafuso vagando por su cocina. Él asegura querer contratarla a cambio de 10 mil dólares para que lo acompañe a Ecuador para rescatar a su desaparecido hijo. Sylvia contrata a Nick, que es reacio a irse pero a su vez está ansioso por dejar su trabajo como encargado de un museo donde se abusa de sus talentos especiales.

## Filmación
La película está ambientada en la sierra ecuatoriana, y algunas escenas se grabaron en Azogues, Cojitambo, todos ellos en la provincia de Cañar, además en el parque Cajas en la provincia de Azuay.

## Reparto
- Cyndi Lauper como Sylvia Pickel.
- Jeff Goldblum como Nick Deezy.
- Julian Sands como Doctor Harrison Steele.
- Googy Gress como Ingo Swedlin.
- Peter Falk como Harry Buscafusco.
- Michael Lerner como Burt Wilder.
- Elizabeth Peña como Consuelo.
- Max Perlich como Busboy.
- John Kapelos como Eugene.
- Bruce MacVittie como Tony.
- Steve Buscemi como Fred.